# Холенштет
Холенштет (њем. Hollenstedt) општина је у њемачкој савезној држави Доња Саксонија. Једно је од 42 општинска средишта округа Харбург. Према процјени из 2010. у општини је живјело 3.186 становника. Посједује регионалну шифру (AGS) 3353019.

## Географски и демографски подаци
Холенштет се налази у савезној држави Доња Саксонија у округу Харбург. Општина се налази на надморској висини од 30 метара. Површина општине износи 21,8 km². У самом мјесту је, према процјени из 2010. године, живјело 3.186 становника. Просјечна густина становништва износи 146 становника/km².